# Anders Langballe
Anders Langballe (født 16. november 1976 i Aarhus) er en dansk journalist, redaktionschef og politisk redaktør på TV 2 Nyhederne.
Langballe er uddannet journalist fra Danmarks Journalisthøjskole i 2004 med praktik på Ekstra Bladet. Efter endt uddannelse blev han ansat som politisk reporter på Ekstra Bladet. Han var på Ekstra Bladet frem til 2006, hvor han skiftede til en stilling som politisk reporter på Morgenavisen Jyllands-Posten. Fra 2009 - 2011 politisk reporter på TV 2 Nyhederne. Fra 2011 politisk redaktør, redaktionschef og analytiker på TV 2 Nyhederne. Fra 2020-2023 var han kommunikationschef, Danske Handicaporganisationer.
Fra 2023 er han spindoktor for uddannelses- og forskningsminister Christina Egelund.
Før Anders Langballe blev journalist var han medlem af Venstres Ungdom. Han var landskasserer fra 1997 til 1999. Fra 2000 til 2003 var han næstformand for Dansk Ungdoms Fællesråd.
Har udgivet bogen Forfra (2021) på Forlaget 28B sammen med journalist Martin Flink om tiden som blandt andet politisk redaktør på TV 2, der sluttede brat, da han blev ramt af to blodpropper i hjernen.
Anders Langballe, der bor på Amager har to børn, blev optaget i Kraks Blå Bog 2012.